# Illumination (album d'Earth, Wind and Fire)
Pour les articles homonymes, voir Illumination.
Albums de Earth, Wind & Fire
The Promise
(2003) Now, Then & Forever
(2013)
Singles
1. The Way You Move
Sortie : 2004
2. Show Me the Way
Sortie : septembre 2004
3. Pure Gold
Sortie : 2004
4. To You
Sortie : 2005

Illumination est le dix-neuvième album studio du groupe américain Earth, Wind and Fire, sorti le 20 septembre 2005 chez Sanctuary Records. C'est le dernier album du groupe sur lequel figure son fondateur et co-chanteur Maurice White.

## Liste des titres
| No  | Titre                                                               | Auteur                                                                            | Producteur(s)                                   | Durée |
| --- | ------------------------------------------------------------------- | --------------------------------------------------------------------------------- | ----------------------------------------------- | ----- |
| 1.  | Lovely People (feat. will.i.am)                                     | will.i.am, Keith Harris                                                           | will.i.am, Keith Harris                         | 4:28  |
| 2.  | Pure Gold                                                           | James Harris III, Terry Lewis, Tony L. Tolbert, Bobby Ross Avila, Issiah J. Avila | Jimmy Jam et Terry Lewis, Bobby Ross Avila & IZ | 4:40  |
| 3.  | A Talking Voice (Interlude) (All Vocals performed by Philip Bailey) | Philip Bailey                                                                     | Philip Bailey                                   | 0:19  |
| 4.  | Love's Dance                                                        | James Harris III, Terry Lewis, Tony L. Tolbert                                    | Jimmy Jam and Terry Lewis                       | 4:28  |
| 5.  | Show Me The Way (feat. Raphael Saadiq)                              | Raphael Saadiq, Taura Jackson                                                     | Raphael Saadiq                                  | 7:47  |
| 6.  | This Is How I Feel (feat. Kelly Rowland, Big Boi & Sleepy Brown)    | Patrick Brown, Antwan Patton, Marqueze Ethridge, Ray Murray, Rico Wade            | Organized Noize                                 | 4:21  |
| 7.  | Work It Out                                                         | Sir James Bailey, Taura Jackson, Raphael Saadiq, Kelvin Wooten                    | Raphael Saadiq                                  | 4:29  |
| 8.  | Pass You By                                                         | Raphael Saadiq, Taura Jackson                                                     | Raphael Saadiq                                  | 4:59  |
| 9.  | The One                                                             | Brandon "Shug" Bennett, Patrick Brown, Samuel Christian, Ray Murray, Rico Wade    | Organized Noize                                 | 5:11  |
| 10. | Elevated (feat. Floetry)                                            | Marsha Ambrosius, Natalie Stewart, Darren Henson, Keith Pelzer                    | Darren Henson, Keith Pelzer                     | 4:37  |
| 11. | Liberation                                                          | Vikter Duplaix, Junius Bervine                                                    | Vikter Duplaix                                  | 5:25  |
| 12. | To You (feat. Brian McKnight)                                       | Brian McKnight                                                                    | Brian McKnight                                  | 4:37  |
| 13. | The Way You Move (with Kenny G)                                     | Antwan Patton, Carlton Mahone Jr., Patrick Brown                                  | Raphael Saadiq                                  | 4:36  |

| 14. | Love Together (feat. Raphael Saadiq)                                | Raphael Saadiq, Keith Harris | 4:18 |
| 15. | Autumn (feat. Musiq Soulchild) (uniquement sur l'édition japonaise) |                              | 4:37 |
| 16. | Let Me Love You (feat. Floetry)                                     |                              |      |

## Classements hebdomadaires
| Classement (2005–06)                | Meilleure position |
| ----------------------------------- | ------------------ |
| États-Unis (Billboard 200)          | 32                 |
| États-Unis (Top R&B/Hip-Hop Albums) | 8                  |
| France (SNEP)                       | 193                |
| Italie (FIMI)                       | 87                 |
| Japon (Oricon)                      | 61                 |